# Mahia (bebida)
La mahia (en árabe: ماء حياة‎, en hebreo: מאחיה‎, literalmente: agua de vida) es una bebida alcohólica marroquí destilada a partir de dátiles, aunque a veces es preparada con higos.

## Descripción
La mahia es un brandy tradicional marroquí destilado, de frutos como azufaifo, higos, dátiles y uvas, y aromatizado con anís. Su nombre significa literalmente agua de vida en árabe. Fue producido originalmente por los judíos marroquíes antes de que emigraran en la segunda mitad del siglo XX. La mahia se puede tomar como digestivo o como base para cócteles: se combina con jugo de granada, agua de rosas, jarabe de jengibre o jugo de mango, por ejemplo. También se puede infusionar con hojas de hinojo, para potenciar su aroma anisado. Hoy en día, el término mahia designa muy a menudo el alcohol adulterado que se vende de manera informal y se consume en los barrios desfavorecidos de Marruecos. En el Marruecos actual, todavía se asocia tradicionalmente con la comunidad judía.